# Fluctua
Fluctua is een monotypisch geslacht van korstmossen behorend tot de familie Caliciaceae. Het bevat alleen Fluctua megapotamica.